# Marobud
Marobud, také Marbod, Marobod, Maroboduus nebo též Moravod (mezi 35 a 30 př. n. l. – 37/38 n. l., Ravenna) byl markomanský král a první historicky doložený panovník, který vládl na dnešním českém území v období 9/6 př. n. l. – 17/18 n. l. Zároveň jde o prvního obyvatele žijícího v české kotlině, jehož známe jménem. Dochovaná forma jeho jména má keltský tvar. Keltské Maroboduos by prý germánsky znělo Marabadvaz, což znamená „v boji slavný“. Původ keltského tvaru je předmětem dohadů, bývá interpretován jako kompozitum z māro- „velký“ nebo „slavný“ (srov. velšské mawr, irské mór) a bodwos „krkavec“(srov. jméno irské vraní bohyně Badb).

## Život
Marobud patrně pocházel z urozeného markomanského rodu, ale o jeho mládí se nedochovaly žádné informace. Pravděpodobně ho strávil v Římě, kam byl, jak bylo častým zvykem, odveden jako rukojmí a vzdělán po boku urozených římských chlapců. Někdy před rokem 9 př. n. l. se vrátil ke svému kmeni, který v té době sídlil ve středním Německu, a stal se jeho vůdcem. Mezi lety 9 až 6 př. n. l. se Markomani v souvislosti s římským tažením do Germánie, přesunuli v několika vlnách přes pohoří Sudéta na území Boiohaema (Čechy), kde se usadili především ve středních Čechách, podkrušnohorské oblasti, jižních a východních Čechách.
Marobud se nespokojil s ovládnutím pouze České kotliny a je z písemných pramenů doloženo, že si poměrně brzy podmanil i kmen Lugiů sídlící ve Slezsku. Jeho svrchovanost postupně uznali i Silingové, Gótové, Semnoni a Langobardi. Jeho moc tak sahala od Dunaje na jihu k dolnímu Labi na západě a k dolní Visle na severovýchodě.
Jako schopný vůdce brzy dokázal vytvořit mocnou říši, která hospodářsky prosperovala natolik, že byl schopen si udržovat rozsáhlou armádu, vybudovanou po římském vzoru. Jeho moc navíc vzrůstala na území, které zůstalo Římany na rozdíl od jiných území Germánie nepokořeno, a to Římané vnímali jako hrozbu ve středodunajském prostoru. Proto v roce 6 n. l. připravili proti Markomanům velké tažení ze dvou směrů. Z vojenského tábora Carnuntum v Noricu vytáhl Tiberius (pozdější císař), s tímto proudem šel také římský historik a úředník Velleius Paterculus. Z druhého směru, od vojenského tábora Mogontiacum (dnešní Mohuč) vytáhl s několika legiemi Gaius Sentius Saturninus, toho času místodržící provincie Germánie.

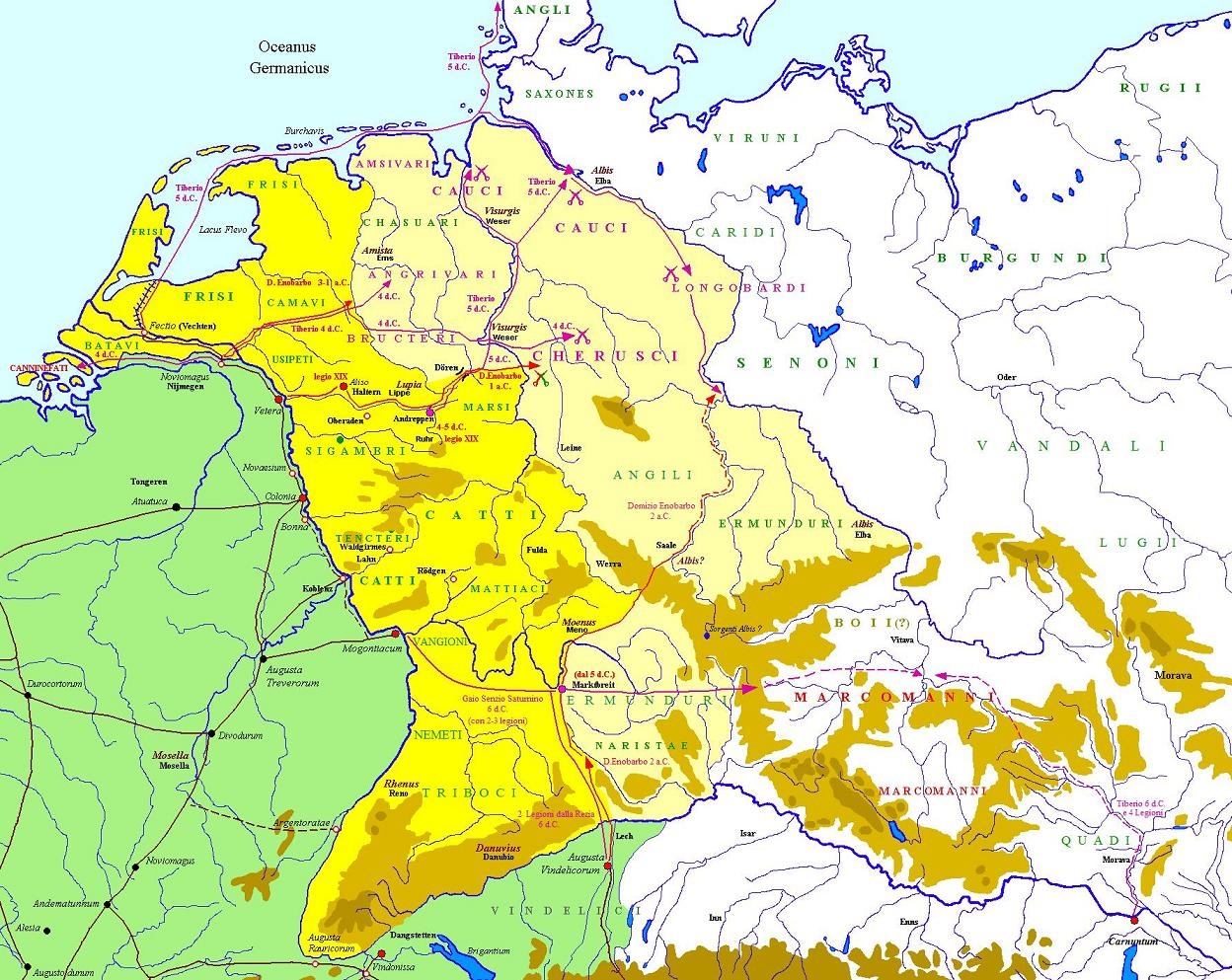
Tažení Tiberia a Saturnina proti Marobudovi v roce 6 n. l.

Římské tažení mělo velkou naději na úspěch, ale bylo předčasně ukončeno, protože v Panonii propuklo povstání a Tiberius se musel vrátit zpět na pomoc panonským posádkám. Marobud tohoto dočasného římského oslabení nevyužil k protiútoku, naopak urychleně s Římany uzavřel smlouvu o nezávislosti, přátelských vztazích a vzájemném neútočení, která mu na další desetiletí zajistila klid.
Marobud loajalitu Římu zachoval i v roce 9 n. l., kdy v Germánii pod vedením cheruského vůdce Arminia vypuklo povstání, které vedlo k velkým ztrátám na římské straně (bitva v Teutoburském lese). Vlivem Arminiova vzestupu od Marobuda odpadly některé kmeny (Semnoni), v roce 17 n. l. došlo k prvnímu přímému střetu mezi Arminiem a Marobudem, ale své postavení si uhájil až do roku 18 n. l., kdy byl svržen vzbouřenou frakcí markomanských šlechticů vedených Katvaldou, který získal spojence u Gótů na dolní Visle. Marobud se poté uchýlil pod římskou ochranu, byl však internován a zbytek života strávil v Ravenně, kde byl i pohřben. Je ironií osudu, že podobný osud zajatce v Raveně sdílela i Thusnelda, manželka jeho největšího, v té době již mrtvého protivníka Arminia.
Velleius Paterculus popsal výpravu proti Marobudovi ve svém díle Římské dějiny (latinsky Historia Romana).

## Archeologie
Nálezy z období na přelomu letopočtu se řadí do tzv. horizontu Marobudovy říše, jinak chronologicky se jedná o starší dobu římskou, stupeň B1.
Mnoho archeologů se snažilo objevit Marobudovo sídlo, Marobudum či Marábudum, o němž píše Klaudios Ptolemaios (Geografia II. 1. XI. 29), jiní autoři jeho doby je však nezmiňují. Z doby germánského osídlení se ale na českém území nezachovaly žádné opevněné výšinné polohy. Předpokládá se tedy, že snad osídlil některé opuštěné keltské hradiště (Závist u Zbraslavi nebo Stradonice u Nižboru) nebo snad jeho sídlo mohla tvořit soustava dvorců.
S Marobudem, resp. jeho vojenskou družinou jsou spojovány nálezy na dvou rozsáhlých a bohatých pohřebištích z počátku našeho letopočtu v Dobřichově u Kolína (Pičhora) a v Třebusicích.

## Inspirace v umění
- V románu Zlomený meč považoval autor Eduard Štorch Marobuda za Slovana. Fiktivní Marobudovu podobu vytvořil pro tento román Zdeněk Burian.[2] Vydání z roku 1932 ilustroval Jan Konůpek.[3]
- Román Marobud vydal spisovatel Adolf Velhartický v roce 1930 s ilustracemi Jiřího Wowka.[4]